# Institut Biblique de Bruxelles
 (septembre 2017).
L'Institut Biblique de Bruxelles (IBB) est un institut de théologie évangélique interconfessionnel à Bruxelles en Belgique, fondé en 1919. L'école offre des formations de théologie évangélique.

## Histoire
La Mission évangélique belge est à l’origine de la fondation de l'école en 1919 ,. Il s'agit du premier institut de théologie en francophonie. En 1971, l'école déménage à Bruxelles . En 2019, l’école a été renommée Institut Biblique de Bruxelles .

## Programmes
L’école offre des programmes en théologie évangélique, dont le baccalauréat .

## Partenaires
L’école est interconfessionnelle et a ainsi diverses confessions évangéliques partenaires .